# Dynaspidiotus sanctadelaidae
Dynaspidiotus sanctadelaidae är en insektsart som beskrevs av Ernest Lepage 1942. Dynaspidiotus sanctadelaidae ingår i släktet Dynaspidiotus och familjen pansarsköldlöss. Inga underarter finns listade i Catalogue of Life.